# Средний продукт
Средний продукт (AP, англ. average product) — это объём произведённой продукции, отнесённый к единице использованных ресурсов. Средний продукт характеризует производительность переменного фактора производства, поэтому очень часто средний продукт труда называют производительностью труда. Средний продукт данного фактора увеличивается, пока его предельный продукт превышает средний, и, наоборот, уменьшается, когда соотношение между этими двумя показателями становится обратным. Кривая предельного продукта пересекает кривую среднего продукта в точке максимума последнего. Эта тенденция называется законом убывающей предельной производительности (доходности) факторов производства: по мере увеличения количества переменного фактора при неизменном количестве всех остальных предельный продукт переменного фактора начнёт уменьшаться.